# Serra do Salitre
Serra do Salitre là một đô thị thuộc bang Minas Gerais, Brasil. Đô thị này có diện tích 1297,748 km², dân số năm 2007 là 10224 người, mật độ 8 người/km².